# 茹尔当堡
茹尔当堡（法語：La Bastide-des-Jourdans，法語發音：[la bastid de ʒuʁdɑ̃]）是法国普罗旺斯-阿尔卑斯-蓝色海岸大区沃克吕兹省的一个市镇，属于阿普特区。

## 地理
茹尔当堡（43°47'7"N, 5°38'4"E）面积27.74 平方千米，位于法国普罗旺斯-阿尔卑斯-蓝色海岸大区沃克吕兹省，该省份为法国东南部内陆省份，北起德龙省，西北接阿尔代什省，西接加尔省，南至罗讷河口省，东南角与瓦尔省接壤，东临上普罗旺斯阿尔卑斯省。
与茹尔当堡接壤的市镇（或旧市镇、城区）包括：蒙菲龙、蒙瑞斯坦、皮埃尔韦尔、博蒙德佩尔蒂、格朗布瓦、吕贝龙地区维特罗勒。

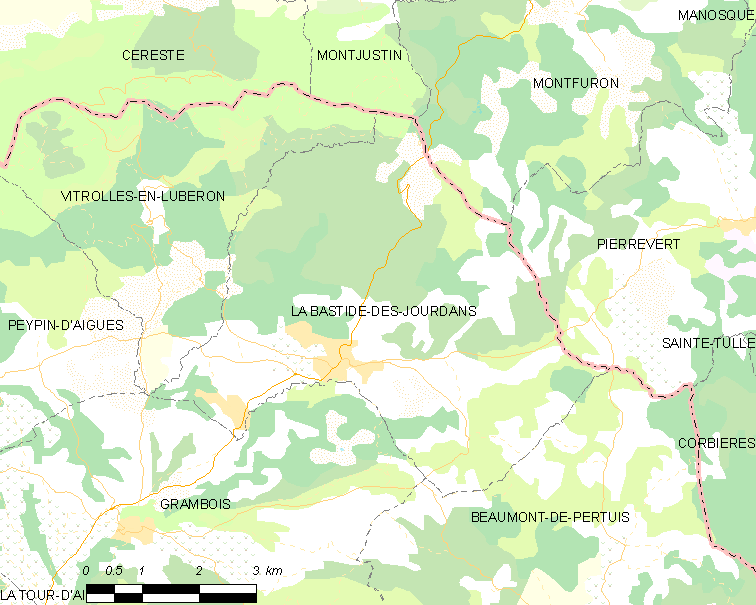
茹尔当堡的OSM定位图

茹尔当堡的时区为UTC+01:00、UTC+02:00（夏令时）。

## 行政
茹尔当堡的邮政编码为84240，INSEE市镇编码为84009。

## 政治
茹尔当堡所属的省级选区为佩尔蒂县。

## 人口

1962-2008年间茹尔当堡人口变化图示

茹尔当堡于2022年1月1日时的人口数量为1723人。